# Talmude de Jerusalém
O Talmude de Jerusalém ou Talmude de Ierusalmi (em hebraico: תַּלְמוּד יְרוּשָׁלְמִי), muitas vezes chamado de Yerushalmi, é uma coleção de notas rabínicas sobre a tradição oral judaica, conforme detalhado no 2º século Mishnah. Outras descrições são Talmude de-Eretz Israel (Talmude da Terra de Israel) ou, em alguns textos acadêmicos, Talmude Palestino. É aproximadamente um sexto do tamanho do mais conhecido Talmude Babilônico, e é escrito num dialeto diferente.

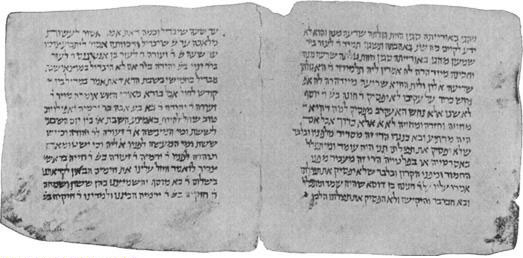
Talmude de Jerusalém